# Parectopa promylaea
Parectopa promylaea là một loài bướm đêm thuộc họ Gracillariidae. Nó được tìm thấy ở Ấn Độ (Assam).